# Le Jardin d'Alexandra
Le Jardin d'Alexandra est une émission de télévision hebdomadaire, d'une durée de trois minutes, consacrée à la découverte de la nature et de jardins. Cette émission, présentée par Alexandra Jansen, est diffusée chaque lundi, toutes les heures à partir de 13h30, sur la chaîne de télévision Mosaik TV.

## Histoire
L'émission était diffusée de 2008 à 2011. Depuis la rentrée 2011, cette émission est remplacée par Le Jardin sans soucis, qui est une émission télévisée mensuelle de 20 minutes. Celle-ci est diffusée tous les premiers mardis du mois dans la journée à partir de 13h30 et est animée par Alexandra Jansen,.

## Le Jardin sans soucis

### Principe de l'émission
Chaque mois au programme de l’émission, Alexandra rencontre des professionnels ou des amateurs de jardins pour découvrir un thème particulier. De plus, l’émission propose de visiter certains jardins de la grande région. Dans cet état d'esprit, les découvertes de la roseraie de Saverne ainsi que celle du jardin du Château de Pange ont été organisées. De même on retrouve dans les deux premières émissions, la rencontre d'Alexandra avec une spécialiste des plantes aromatiques et les arboriculteurs de Hambach.
L'émission propose également des conseils de jardinage, et un agenda des sorties à ne pas manquer dans le mois.

### Projets futurs de l'émission
L’objectif premier de l’émission est de faire participer et de rencontrer les passionnés de jardin qui ont chacun un domaine qui leur tient à cœur. C'est dans cette optique que l'émission fait découvrir différents jardins et événements en Lorraine.